# Marco Cornez
Marco Antonio Cornez Bravo (ur. 15 października 1957 w Santiago, zm. 21 maja 2022) – piłkarz chilijski grający podczas kariery na pozycji bramkarza.

## Kariera klubowa
Karierę piłkarską Marco Cornez rozpoczął w klubie CD Palestino w 1975. W 1977 przeszedł do Linares Unido, by w następnym roku powrócić do Palestino. Z Palestino zdobył mistrzostwo Chile w 1978. W 1980 był zawodnikiem Deportes Magallanes, by ponownie powrócić do Palestino. W latach 1984–1985 występował w Universidad Católica. Z Universidad Católica zdobył mistrzostwo Chile w 1984. W 1986 po raz czwarty był zawodnikiem Palestino, z którego po roku powrócił do Universidad Católica. Z Universidad Católica zdobył swój trzeci tytuł mistrzowski w 1987.
W latach 1991–1993 występował w Deportes Antofagasta. W ostatnich latach kariery występował m.in. w Evertonie Viña del Mar, Coquimbo Unido i po raz piąty w Palestino, w którym zakończył karierę w 1998.

## Kariera reprezentacyjna
W 1982 roku Cornez został powołany przez selekcjonera Luisa Santibáñeza do kadry na  mistrzostwa świata w Hiszpanii. Na mundialu Cornez był rezerwowym i nie wystąpił w żadnym meczu.
W reprezentacji Chile Cornez zadebiutował 19 lipca 1983 w wygranym 2-1 towarzyskim spotkaniu z Boliwią. W 1983 wziął udział w Copa América. W tym turnieju Cornez wystąpił w meczu z Urugwajem. W 1987 po raz drugi uczestniczył w Copa América, w którym Chile zajęło drugie miejsce, ustępując jedynie Urugwajowi. Na turnieju Cornez był rezerwowym i nie wystąpił w żadnym meczu.
W 1989 po raz trzeci uczestniczył w Copa América. Na turnieju Cornez wystąpił w dwóch meczach z Boliwią i Ekwadorem. W 1991 po raz czwarty uczestniczył w Copa América, w którym Chile zajęło trzecie miejsce. Na turnieju Cornez był rezerwowym i nie wystąpił w żadnym meczu. W 1995 po raz piąty i ostatni uczestniczył w Copa América. Na turnieju Cornez był rezerwowym i nie wystąpił w żadnym meczu.
Ostatni raz w reprezentacji Cornez wystąpił 28 maja 1995 w wygranym 2-1 meczu w Canada Cup z Kanadą. Od 1983 do 1995 roku rozegrał w kadrze narodowej 22 spotkania.